# Umění na Děčínsku
Okolí Děčína sehrálo v období moderního malířství velmi důležitou úlohu. Hlavním důvodem mimořádné pozice Děčínska jako regionu umělců byla krása a romantika místní přírody. Rozeklané rokle, stinná údolí, tajemné pískovcové útvary a liduprázdné hvozdy fascinovaly celé generace mistrů českých i německých, můžeme proto hovořit o jistém fenoménu.
V Děčíně jako takovém nesídlila žádná umělecká škola, ani v době romantismu se tu nesetkáme s trvale usazenými malíři vysoké úrovně. Stojí však za povšimnutí, že velký počet saských malířů, kteří se soustředili kolem kulturního centra v Drážďanech, a různých českých rytců a kreslířů se nechalo krajem, dnes označovaným jako České Švýcarsko, inspirovat.

## Seznam umělců spjatých s Českosaským Švýcarskem a s Děčínskem
- Friedrich Bernard Werner (1688–1778)
- Adrian Zingg (1734–1816)
- František Karel Wolf (1764–1836)
- Karl August Richter (1770–1848)
- Antonín Balzer (1771–1807)
- Caspar David Friedrich (1774–1840)
- Václav Berger (1783–1824)
- Jiří Döbler (1788–1845)
- Joachim Preiss (1791 – 1869) – album kreseb Děčína, Hřenska a okolí, vydané u příležitosti zahájení provozu na nové trati (Praha – Drážďany) r. 1851.
- Ernst Ferdinand Oehme (1797–1855)
- R. Bürger, C. W. Arldt – série grafických listů s vyobrazeními Děčína, Hřenska a Pravčické brány
- Adrian Ludwig Richter (1803–1884)
- Johann Fridrich Gille (1805–1899)
- František Xaver Sandmann (1805-1856)
- Robert Kummer (1810–1899)
- Frédéric Chopin (1810–1849) - roku 1835 dokončil Chopin na děčínském zámku "Děčínský valčík" (op. 34, „Trois grandes valses brillantes“: č. 1: Valčík As dur (1835) „Děčínský“)
- Ernst Gustav Doerell (1832–1877)
- W. Kirchner – pohledy na Krásnou Lípu a na Jetřichovice
- C. Taubert – mědirytina Pravčické brány
- Robert Sterl (1867–1932)
- Otto Dix (1890–1930) – práce zobrazující protiklady mezi kulturní a přírodní krajinou
- Hans Herzing (1891–1971)
- Irmagard Uhlig
- Wolfgang Köhne (nar. 1952)

## Děčínský zámek ve výtvarném umění
Děčínský zámek se postupem času stal takřka městskou ikonou. Pokud nějaký umělec pracoval na vyobrazení města Děčína, na jeho díle zpravidla nechyběl pověstný zámek. S jeho vyobrazením se setkáváme např. v souboru 98 kolorovaných leptů Abbildungen sämtlicher alten und neuen Schlösser in Böhmen, který vytvořili kreslíř, rytec a majitel rytecké dílny František Karel Wolf (1764–1836), rytec Václav Berger (1783–1824) a zhruba třicet pomocníků samouků. Vedle Děčína tu můžeme nalézt i Tolštejn, Libochovice či Sloup.

## Caspar David Friedrich a České Švýcarsko

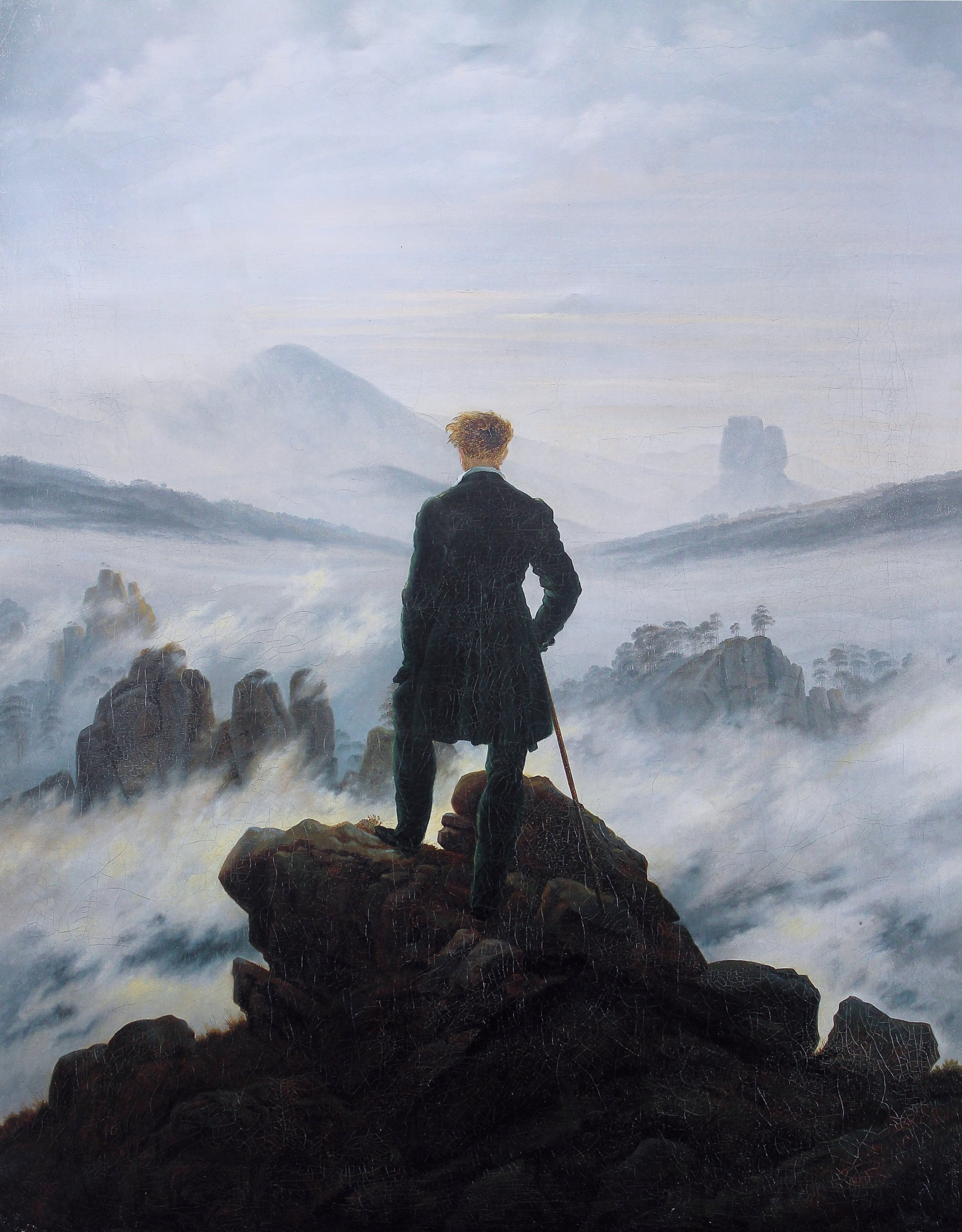
Poutník nad mořem mlh, 1818 (Autoportrét Caspara Davida Friedricha při putování Saským Švýcarskem)

Jako region je Děčínsko v umění bytostně spjato s érou romantismu. Jan Smetana napsal: „Členitá krajina v oblasti Labských pískovců byla ideální kulisou období romantismu, pronikajícího od přelomu 18. a 19. století do všech oblastí výtvarného umění a literatury. Toto duchovní klima se projevovalo v osobním životě vzdělaných lidí také formou začínající turistiky. Bizarní labyrint stinných kaňonů a soutěsek i vyprahlých pískovcových vrchů a útvarů ve skalní oblasti při pravém břehu Labe, označené v roce 1835 poprvé jako České Švýcarsko, byl pro ni ideální krajinou.“
Důležitou podmínkou pro vznik velkého množství kvalitních uměleckých prací byla nepochybně i blízkost velkého kulturního centra – saských Drážďan.
Na Děčínsku vytvořil řadu svých vrcholných děl jeden z nejproslulejších malířů vůbec – Caspar David Friedrich, krajinář rané drážďanské romantiky. Ve svých dílech zachycoval nejen vnější podobu, ale také vnitřní kouzlo krajiny. Jeho tvorba je celosvětově známá. Region Českosaského Švýcarska se v jeho pracích objevuje tak hojně, že se v německém Saském Švýcarsku setkáme i s tzv. Malířskou cestou (Malerweg). Tato naučná stezka spojuje místa, jež Caspar David Friedrich na svých obrazech zachytil.
Za jedno z opravdových veleděl Caspara Davida Friedricha bývá považován tzv. Děčínský oltář, jenž je nyní vystaven v depozitářích drážďanské galerie Neumaster Gallerie. Byl původně namalován pro zámeckou kapli děčínského zámku, nakonec však nikdy nesloužil ke sloužení bohoslužeb. Tento oltář je z hlediska světového umění novátorský. Jde o první oltář, jehož hlavním motivem je krajina s náboženským podtextem.

### Obrazy s děčínskou tematikou
- Skalnatá rokle
- Řeka v horách
- Horská krajina s duhou
- Dva muži pozorující měsíc
- Hřbitovní brána
- Mlha nad údolím Labe

## Použitá literatura
- Severočeské veduty, Karel Král, Severočeské nakladatelství, 1987
- Labské pískovce a výtvarné umění, Frank Richter, Správa CHKO Labské pískovce
- Průvodce po Českém Švýcarsku, kolektiv, Vydavatelství Princip, 2003
- Labské pískovce – krajina Fascinující, Frank Richter, Správa CHKO Labské pískovce
- http://markvartice.unas.cz/caspar-david-friedrich/caspar-david-friedrich.php Archivováno 25. 1. 2010 na Wayback Machine. – ukázky z děčínského díla Caspara Davida Friedricha